# Canton de Chambéry-3
Le canton de Chambéry-3 est une circonscription électorale française du département de la Savoie.

## Géographie
Le canton de Chambéry-3 regroupe une portion sud-ouest de la commune de Chambéry ainsi que l'ensemble du territoire communal de Cognin.

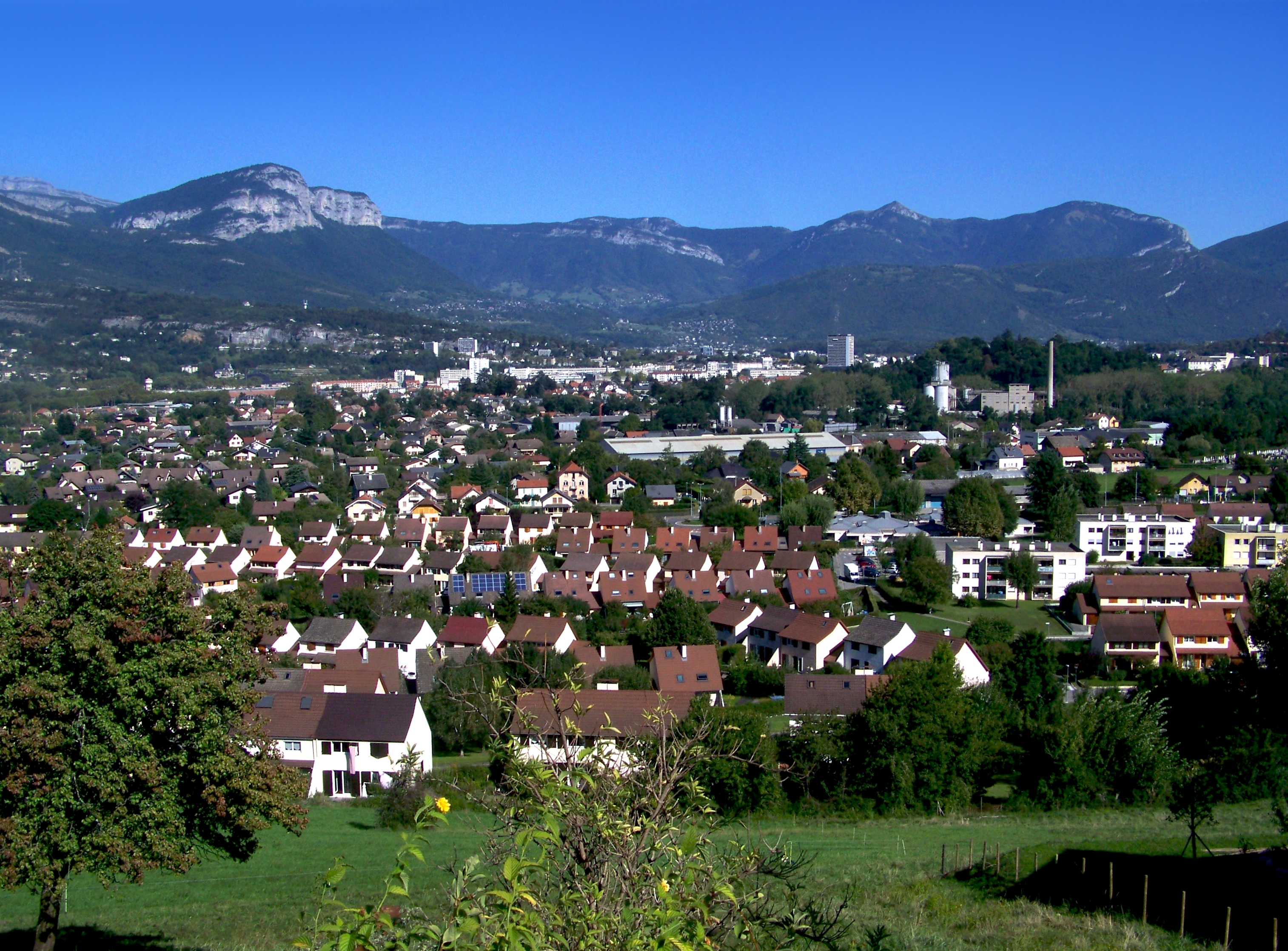
Chambéry avec Cognin au premier plan.

Bien que le canton possède du relief sur sa partie sud et ouest sur les contreforts du massif de la Chartreuse et de la chaîne de l'Épine à Cognin, il compte également une importante zone de plaine située dans la cluse de Chambéry.
Ces zones de relief présentent un territoire plus agricole que la zone de plaine, beaucoup plus urbanisée, qu'il s'agisse de la partie nord du centre-ville de Chambéry ou du chef-lieu de Cognin. Il compte principalement des zones résidentielles, bien que des zones économiques soient également présentes avec la zone du Grand Verger et de la Révériaz (Chambéry) et celle de la Digue (Cognin). En outre, le canton est amené à voir se développer sur son territoire le pôle d'échanges multimodal de la gare de Chambéry et le futur pôle d'affaires de la Cassine.
En matière de transports, le canton est notamment traversé par la route départementale 1006, anciennement route nationale 6, permettant de relier Lyon à l'Italie en passant par Chambéry. Le canton comprend également la ligne ferroviaire de Saint-André-le-Gaz à Chambéry.
Enfin, le canton est traversé puis longé par l'Hyères, affluent de la Leysse et donc du lac du Bourget. Sur le seul territoire de Cognin, c'est le ruisseau du Forézan qui s'écoule et qui lui-même se jette dans l'Hyères à la limite de Chambéry.

## Histoire
Un nouveau découpage territorial du département de la Savoie entre en vigueur à l'occasion des premières élections départementales de mars 2015 suivant le décret du 27 février 2014.
Les conseillers départementaux sont, à compter de ces élections, élus au scrutin majoritaire binominal mixte. Les électeurs de chaque canton élisent au Conseil départemental, nouvelle appellation du Conseil général, deux membres de sexe différent, qui se présentent en binôme de candidats. Les conseillers départementaux sont élus pour 6 ans au scrutin binominal majoritaire à deux tours, l'accès au second tour nécessitant 12,5 % des inscrits au 1er tour. En outre la totalité des conseillers départementaux est renouvelée. Ce nouveau mode de scrutin nécessite un redécoupage des cantons dont le nombre est divisé par deux avec arrondi à l'unité impaire supérieure si ce nombre n'est pas entier impair, assorti de conditions de seuils minimaux. En Savoie, le nombre de cantons passe ainsi de 37 à 19.
Le canton de Chambéry-3 est formé d'une commune de l'ancien canton de Cognin et d'une fraction de la commune de Chambéry. Il est entièrement inclus dans l'arrondissement de Chambéry. Le bureau centralisateur est situé à Chambéry.

## Représentation
| Période élective | Période élective | Mandat | Mandat   | Identité                  | Nuance | Nuance | Qualité |
| ---------------- | ---------------- | ------ | -------- | ------------------------- | ------ | ------ | --- |
| 2015             | 2021             | 2015   | 2021     | Christelle Favetta Sieyes |        | UDI    | Traiteur à Chambéry, Présidente de la Fédération UDI de Savoie Adjointe au maire de Chambéry Chargée de la cohésion et justice sociale, de la santé et des séniors (depuis 2020)    |
| 2015             | 2021             | 2015   | 2021     | Lionel Mithieux           |        | MoDem  | Ancien conseiller général du canton de Cognin (2008-2015) maire de Vimines (2001-2020) Vice-président du Conseil départemental (Agriculture - forêt - eau - appui au bloc communal) |
| 2021             | 2028             | 2021   | en cours | Christelle Favetta Sieyes |        | UDI    | Conseillère sortante |
| 2021             | 2028             | 2021   | en cours | Franck Morat              |        | PS     | Cadre territorial, maire de Cognin |

### Résultats détaillés

#### Élections de mars 2015
À l'issue du 1er tour des élections départementales de 2015, deux binômes sont en ballottage : Christelle Favetta Sieyes et Lionel Mithieux (UDI, 32,19 %) et Franck Morat et Corinne Santrand-Mezrich (PS, 27,26 %). Le taux de participation est de 48,78 % (7 115 votants sur 14 587 inscrits) contre 48,82 % au niveau départemental et 50,17 % au niveau national.
Au second tour, Christelle Favetta Sieyes et Lionel Mithieux (UDI) sont élus avec 52,31 % des suffrages exprimés et un taux de participation de 47,02 % (3 322 voix pour 6 859 votants et 14 586 inscrits).

#### Élections de juin 2021
Le premier tour des élections départementales de 2021 est marqué par un très faible taux de participation (33,26 % au niveau national). Dans le canton de Chambéry-3, ce taux de participation est de 33,35 % (4 848 votants sur 14 536 inscrits) contre 33,57 % au niveau départemental. À l'issue de ce premier tour, deux binômes sont en ballottage : Marc Pascal et Danièle Somveille (DVG, 29,36 %) et Christelle Favetta Sieyes et Franck Morat (Union au centre et à gauche, 26,48 %).
Le second tour des élections est marqué une nouvelle fois par une abstention massive équivalente au premier tour. Les taux de participation sont de 34,36 % au niveau national, 33 % dans le département et 34,19 % dans le canton de Chambéry-3. Christelle Favetta Sieyes et Franck Morat (Union au centre et à gauche) sont élus avec 54,36 % des suffrages exprimés (2 337 voix pour 4 971 votants et 14 540 inscrits),,.

### Les conseillers départementaux
- Christelle Favetta Sieyes, née en 1979, chef d'entreprise de profession et ancienne présidente de la CGPME de la Savoie, elle est élue conseillère départementale de la Savoie au soir du second tour, elle est présidente de la 3e commissions "attractivité, animation et développement" au sein de la nouvelle assemblée
- Lionel Mithieux, né en 1966, il est maire de Vimines depuis 2001. Conseiller général sortant, il est élu au soir du second tour, il est vice-président du conseil départemental de la Savoie chargé de l'agriculture.

## Composition
| Nom                              | Code Insee | Intercommunalité  | Superficie (km2) | Population (dernière pop. légale)                | Densité (hab./km2) | Modifier                                    |
| -------------------------------- | ---------- | ----------------- | ---------------- | ------------------------------------------------ | ------------------ | ------------------------------------------- |
| Chambéry (bureau centralisateur) | 73065      | CA Grand Chambéry | 20,99            | Fraction : 19 645 (2022) Commune : 60 251 (2022) | 2 870              | modifier les données · modifier les données |
| Cognin                           | 73087      | CA Grand Chambéry | 4,48             | 6 729 (2022)                                     | 1 502              | modifier les données · modifier les données |
| Canton de Chambéry-3             | 7309       |                   |                  | 26 374 (2022)                                    |                    | modifier les données                        |

Le canton de Chambéry-3 comprend :
1. la commune de Cognin,

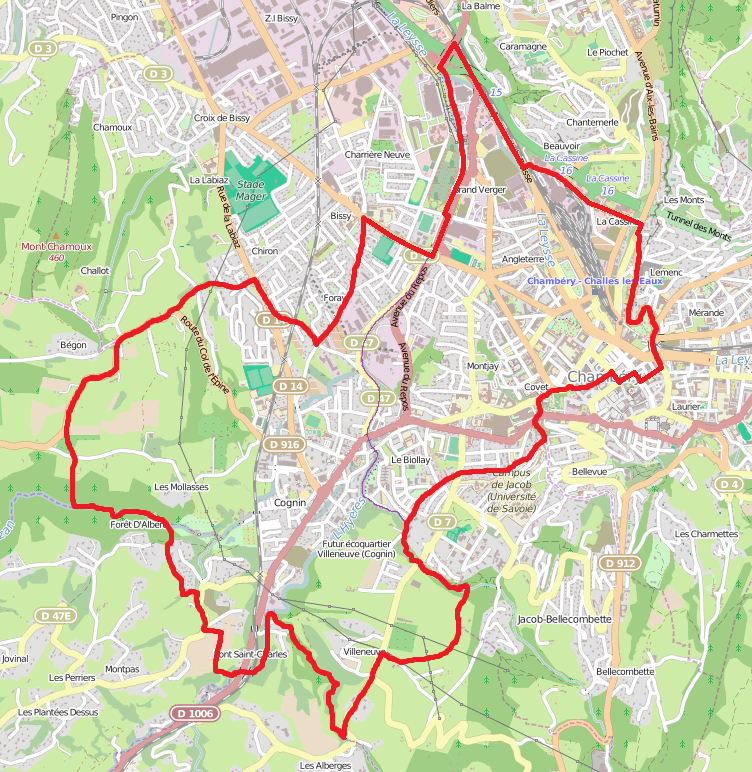
Carte du canton de Chambéry-3 au début 2015.

2. la partie de la commune de Chambéry non incluse dans les cantons de Chambéry-1 et de Chambéry-2.

À Chambéry, le canton comprend l'ensemble du quartier du Biollay ainsi qu'une partie du quartier Centre située au nord de l'hôtel de ville, jusqu'à la confluence Leysse-Hyères en passant par le Stade et le Grand Verger.

## Démographie
En 2022, le canton comptait 26 374 habitants, en évolution de +1,07 % par rapport à 2016 (Savoie : +3,63 %, France hors Mayotte : +2,11 %).
| 2013   | 2018   | 2022   |
| ------ | ------ | ------ |
| 25 431 | 26 023 | 26 374 |